# Silfverstolpe
Silfverstolpe är en svensk adelsätt som tidigare hette Hesselgren.

## Historik
Ätten Silfverstolpes förste kände stamfader var Anders Maskåll (belagd 1552–1567), och denne var skattebonde och ryttare på Kjellstorps gård i Tengene socken. Släkten Maskåll (även Mascoll) var ursprungligen en västgötsk bondesläkt, men enligt muntliga traditioner säges det att ätten skulle ha härstammat ifrån Skottland. Släkten Maskåll är dock belagd i Tengene socken fram till omkring år 1488, då Suen Mathskål, skall ha kommit ridande köpt Tengene gård i Tengene socken. Skattebonden och ryttaren Anders Maskålls son Brynolphus Andrae (död 1674) blev sedermera kyrkoherde i Edsleskog (förr oriktigt Hessleskog) på Dal. Hans hustru var en Margareta Larsdotter från Västergötland, vilkas barn skulle ha antagit namnet Hesselgren efter socknen. Ett av deras många barn var Abraham Hasselgren som var fiskal i banken, och gift med Sara Camenia, dotter till Sveno Benedicti Elfdalius och Maria Roman.
Deras son Gudmund Hesselgren (1678–1756) var assessor i Kammarrevisionen 1740–1747, fick 1747 kammarrevisionsråds karaktär och blev för sin ämbetsmannaverksamhet och sitt deltagande i de kommissioner som efter Karl XII:s död hade att utreda rikets gäld, adlad 1751 med namnet Silfverstolpe och introducerad 1752. Hans hustru var Brita Stierncrona vars mor var en Stierneld. Dottern Brita Elisabeth gifte sig med ärkebiskop Samuel Troilius. Den ännu fortlevande ätten härstammar från två söner, översten David Samuel Silfverstolpe (1728–1787), gift med en dotter till Johan Ihre, och bankokommissarien Fredrik Silfverstolpe (1732–1812).
En gren av ätten skriver sig Silverstolpe. Offentlig statistik tillgänglig i september 2018 uppger att 57 personer med namnet Silfverstolpe och 33 med namnet Silverstolpe var bosatta i Sverige. Tillsammans blir detta 90 personer.

## Personer med efternamnet Silfverstolpe eller Silverstolpe
- August Silverstolpe (1822–1898), militär
- Axel Gabriel Silfverstolpe (1762–1816), hovman, politiker, skald, medlem av Svenska Akademien
- Carl Silfverstolpe (1840–1899), arkivarie, hovman
- David Ludvig Silfverstolpe (1793–1877), militär
- David Otto Silfverstolpe (1869–1942), maskindirektör och politiker
- David Wilhelm Silfverstolpe (1798–1875), militär
- Emma Silfverstolpe (1841–1911), översättare
- Fredrik Silfverstolpe (1732–1812), ämbetsman och numismatiker
- Fredrik Silverstolpe (1947–2001), socialistisk författare
- Fredrik Otto Silfverstolpe (1795–1882), officer, ämbetsman och politiker
- Fredrik Samuel Silverstolpe (1769–1851), diplomat, ämbetsman, författare, tonsättare och tecknare
- Gudmund Leonhard Silverstolpe (1815–1853), ämbetsman och diktare
- Gunnar Mascoll Silfverstolpe (1893–1942), poet, översättare, litteratur- och konstkritiker
- Gunnar Westin Silverstolpe (1891–1975), nationalekonom och professor
- Gustaf Silfverstolpe (1815–1895), godsägare och politiker
- Gustaf Abraham Silverstolpe (1772–1824), docent, lektor och kyrkoherde
- Göran Mascoll Silfverstolpe (1918–2011), konstvetare och författare
- Helge Silverstolpe (1881–1968), företagare
- Jeannette Silfverstolpe (1808–1869), tecknare
- Johan David Silfverstolpe (1766-1833), militär
- Karl Fredrik Silverstolpe (1854–1921), jurist och ämbetsman
- Lennart Silfverstolpe (1888–1969), tennisspelare
- Malla Silfverstolpe (1782–1861), författare och salongvärdinna
- Oscar Silverstolpe (1856–1927), militär
- Torsten Silverstolpe (1887–1954), läkare

## Böcker
C. Silfverstolpe, "Några anteckningar om adliga ätten S." (1884).